# Richard Hatch
Richard Hatch (Santa Monica, 21 maggio 1945 – Los Angeles, 7 febbraio 2017) è stato un attore statunitense, noto soprattutto per le sue interpretazioni televisive nel franchise di Battlestar Galactica.

## Biografia
Hatch cominciò la sua carriera teatrale a Los Angeles. Più avanti partecipò a vari spettacoli nell'Off Broadway di New York.
In televisione iniziò a comparire episodicamente in serie come Kung Fu, Medical Center e Hawaii Squadra Cinque Zero. Nel 1976 firmò il suo primo contratto importante per la popolare serie poliziesca Le strade di San Francisco, in cui prese il posto di Michael Douglas.
Il personaggio che gli conferì una certa celebrità fu il Capitan Apollo di Galactica, la serie di 21 episodi che andò in onda tra il 1978 e il 1979. Dopo questa esperienza, Hatch continuò a lavorare per la televisione, con poche e trascurabili incursioni nel cinema. Nei successivi vent'anni apparve come guest star in episodi di molte serie come Love Boat, Hotel, Dynasty e La signora in giallo.
Nel 1999 si confrontò nuovamente con il personaggio di Apollo nel film TV Battlestar Galactica: The Second Coming, scritto e diretto da lui stesso. Con il ritorno di una nuova versione della saga di Battlestar Galactica nel 2004, gli fu offerto il ruolo di Tom Zarek, che interpretò fino all'ultima stagione nel 2009.
Hatch morì il 7 febbraio 2017, all'età di 71 anni, a causa di un cancro al pancreas, mentre era ricoverato in una casa di cura a Los Angeles.

## Filmografia parziale

### Cinema
- Charlie Chan e la maledizione della regina drago (Charlie Chan and the Curse of the Dragon Queen), regia di Clive Donner (1981)
- Prisoners of the Lost Universe, regia di Terry Marcel (1983)
- Vendetta (Heated Vengeance), regia di Edward D. Murphy (1985)
- Angel Hill, regia di Ignazio Dolce (1988)
- L'assassino chiama due volte (Party Line), regia di William Webb (1988)
- Dark Bar, regia di Stelio Fiorenza (1988)
- Mal d'Africa, regia di Sergio Martino (1990)

### Televisione
- Le strade di San Francisco (The Streets of San Francisco) – serie TV, 24 episodi (1976-1977)
- Galactica – serie TV, regia di Richard A. Colla (1978)
- Hotel – serie TV, 3 episodi (1983-1987)
- La signora in giallo (Murder, She Wrote) – serie TV, episodio 1x01 (1984)
- Battlestar Galactica – serie TV, 26 episodi (2004-2009)

## Doppiatori italiani
Nelle versioni in italiano delle opere in cui ha recitato, Richard Hatch è stato doppiato da:
- Luciano Marchitiello in Le strade di San Francisco
- Teo Bellia in Galactica (ep. da 1x01 a 1x03)
- Massimo Lodolo in Hotel (ep. 3x09 e 4x19)
- Paolo Buglioni in Battlestar Galactica